# 銭廉
銭 廉（せん れん、繁体字：錢廉）は、清朝の官吏。本籍は中国の直隷。吏員出身の銭廉は1766年（乾隆31年）に孫玉書に代わり台湾は台北地区にて八里坌巡検の職に就いた。これは大台北地区の地方長官である。翌年、人口変化に応じて、台湾府は八里坌巡検を廃し、台北の新荘地区に新たに新荘巡検を設けた。銭廉は改制後も初代の巡検を務めた。